# 本里義明
本里 義明（もとざと よしあき）は、日本の工学者。熊本大学名誉教授。専門はイオン工学。

## 来歴
熊本県に生まれる。
熊本県立玉名中学校（現・熊本県立玉名高等学校・附属中学校、1936年卒業）、旧制第五高等学校を経て、1942年に京都帝国大学工学部を卒業した。
1944年に旧制熊本工業専門学校の教授に就任した。同校は学制改革により熊本大学工学部となる。本里も1953年に熊本大学教授に移った。1970年からは工学部長を務め、1985年に定年退官して名誉教授となった。この間、1951年に京都大学より工学博士号を取得している。
大学退職後は熊本市で技術コンサルタントを営んだ。